# Vincent Vermeij
Vincent Vermeij (* 9. August 1994 in Blaricum) ist ein niederländischer Fußballspieler. Der Stürmer steht in Deutschland bei Dynamo Dresden unter Vertrag und ist ehemaliger U21-Nationalspieler.

## Karriere

### Verein

#### Anfänge und Profidebüt in den Niederlanden
Der großgewachsene Stürmer wuchs in der Provinz Noord-Holland auf und wurde bei den dort ansässigen Vereinen De Zuidvogels und Ajax Amsterdam sowie bei Almere City aus Flevoland fußballerisch ausgebildet.
Bereits nach einem Jahr in Ajax’ berühmter Fußballschule wurde Vermeij zur Saison 2013/14 in den Kader von Jong Ajax, der zweiten Mannschaft der Hauptstädter, berufen. In der zweiten niederländischen Liga gelangen ihm in 17 Einsätzen zwei Treffer, in der Winterpause wurde er ablösefrei an den Ligakonkurrenten BV De Graafschap verkauft, mit dem er in der Aufstiegsrelegation zur Eredivisie scheiterte. In der Folgesaison gelang der Aufstieg, zu dem Vermeij, der mittlerweile Stammspieler war, 20 Saisontreffer beisteuern konnte.
Nachdem sich De Graafschap nicht in der Liga hatte halten können, verpflichtete Erstligist Heracles Almelo den Angreifer im Sommer 2016. Neben seiner Tätigkeit für die Profimannschaft kam der Mittelstürmer auch häufig für die Jong Heracles genannte zweite Mannschaft in der Reserveliga Beloften Eredivisie zum Einsatz. Beim 20:0 über Jong Achilles am 10. Dezember 2018 traf er sechsmal ins gegnerische Tor.

#### Wechsel nach Deutschland
Nach einer Leihe von der Winterpause an bis zum Ende der Eerste Divisie 2018/19 zum FC Den Bosch, mit dem der Niederländer erfolglos an der Aufstiegsrelegation teilnahm, kehrte er nicht mehr nach Almelo zurück, sondern wurde vom in die deutsche 3. Liga abgestiegenen MSV Duisburg gekauft und mit einem bis Juni 2021 gültigen Vertrag ausgestattet.
Nach zwei Jahren in Duisburg, in denen er die Rolle des Torjägers einnahm, wechselte Vermeij innerhalb der 3. Liga zum Aufsteiger SC Freiburg II. Nach 21 Drittligaspielen, in denen er 8 Tore erzielte, debütierte er im März 2022 unter Christian Streich für die erste Mannschaft im Alter von 27 Jahren in der Bundesliga. In der Saison 2022/23 wurde Freiburgs U23 Vizemeister. Vermeij war mit 15 Toren, neben Wehen Wiesbadens Ivan Prtajin, drittbester Torschütze der Saison. Sein im Sommer 2023 auslaufender Vertrag wurde nicht verlängert und er wechselte zu Fortuna Düsseldorf in die 2. Bundesliga. Zunächst musste sich Vermeij noch an das höhere Niveau in der 2. Liga gewöhnen und stand bis in den November hinein bei nur zwei Toren und einer Vorlage. Cheftrainer Daniel Thioune hielt jedoch am Niederländer fest und dieser bestätigte das in ihn gesetzte Vertrauen. Am 14. Spieltag traf er doppelt, als Schalke 04 mit 5:3 besiegt wurde, einen Spieltag später gelangen Vermeij sogar drei Treffer beim 5:0 in Nürnberg. Es folgten noch zwei weitere „Doppelpacks“ und ab dem 21. Spieltag blieben die Fortuna und ihr Spieler ungeschlagen. So rangierte Düsseldorf am Saisonende auf Platz 3 und bestritt zwei Relegationsspiele gegen den Bundesligisten VfL Bochum. Während das Hinspiel mit 3:0 gewonnen wurde, verlor Düsseldorf das Rückspiel knapp im Elfmeterschießen. Vermeij konnte in keinem der beiden Spiele direkte Torbeteiligungen vorweisen. Im Pokal gelangten Vermeij und Fortuna Düsseldorf bis ins Halbfinale, was das beste Ergebnis in diesem Wettbewerb seit der Ausgabe 1995/96 darstellte. Allerdings unterlag man hier dem späteren Turnier- und „Doublesieger“ Bayer 04 Leverkusen. In der Folgesaison blieb Vermeij in Folge mehrerer Verletzungen sowie der leihweisen Rückkehr des Mittelstürmers Dawid Kownacki nur die Rolle als Einwechselspieler. Am Ende stand er bei je einem Tor und einer Vorlage, einen weiteren Einsatz absolvierte der Niederländer in der Regionalliga.
Zum 3. Spieltag der Zweitligaspielzeit 2025/26 wechselte Vermeij zur zuvor in die Liga aufgestiegenen SG Dynamo Dresden.

### Nationalmannschaft
Für die U21 der Niederlande lief Vermeij 2016 fünfmal auf.